# Kritig
Kritig is een bestuurslaag in het regentschap Kebumen van de provincie Midden-Java, Indonesië. Kritig telt 2462 inwoners (volkstelling 2010).